# Puente Viesgo
Puente Viesgo è un comune spagnolo situato nella comunità autonoma della Cantabria, comarca Valles Pasiegos.
Posto nel centro della regione nella zona del corso medio-basso del fiume Pas dove e più stretto e fu facile nel passato costruire un ponte da cui deriva il nome del capoluogo del Comune omonimo che dista 28,5 km da Santander capitale della Cantabria. Il Comune è formato dai cinque centri abitati di Aés, Hijas, Las Presillas, Puente Viesgo e dal capoluogo Vargas. La sua popolazione nel corso del XX secolo è cresciuta uniformemente fino agli anni sessanta quando una crisi dell'allevamento del bestiame determinò l'abbandono dell'attività agro-pastorale da parte di un certo numero di persone e l'emigrazione verso centri industriali, ma lo sviluppo del turismo termale con la riapertura e l'ampliamento del Balneario con la costruzione di nuove abitazioni e la creazione di un piccolo poligono industriale nella località di Vargas in cui s'insediarono alcune imprese, permisero di superare la crisi e riprendere l'andamento demografico positivo. L'età media della popolazione è calcolata in 43,1 anni indice di un certo invecchiamento con prevalenza di adulti e anziani sui giovani. La ripartizione della popolazione attiva a seconda del settore d'impiego descrive bene le caratteristiche economiche del comune indicando l'agricoltura e l'allevamento del bestiame all'8,7% del totale, l'edilizia al 19,9%, l'industria al 26,3% e i servizi al 45,1%.

## Storia
Le numerose grotte presenti nel territorio comunale con graffiti e pitture rupestri nelle quali sono stati trovati diversi oggetti di tutte le epoche dalla preistoria al Medio Evo permettono di affermare che la presenza umana nel territorio iniziata nel Paleolitico continuò ad esserci fino al Medio Evo quando si hanno testimonianze documentali dell'esistenza intorno al 1000 di chiese e monasteri attorno a cui si erano formati dei nuclei abitati che dipendevano dal monastero benedettino di Santa Cruz di Castañeda o dall'Abadia di Santillana del Mar. Gli abitanti erano uomini liberi che sceglievano i nobili che s'impegnavano a difenderli in caso di attacchi dietro pagamento di imposte. Questa situazione finì per determinare la nascita delle signorie e la riduzione a vassalli dei conti di Castañeda di questi uomini liberi, che non l'accettarono e decisero di intentare un processo (Pleito) sostenendo di essere sempre stati nel passato territori di realengo cioè dipendenti direttamente dal re che li governava tramite un suo incaricato consentendo ai Consigli eletti dalla popolazione di autoamministrarsi. Questa azione legale non ebbe buon fine ma scatenò le ire di Juan Fernandez de Castañeda che occupò militarmente i paesi ribelli e incendiò case e ferriere. I paesi si unirono allora ai paesi delle diverse valli che intentarono nel XV secolo il Pleito de los Valles rivendicando il regime di realengo, processo che si trascinò per oltre un secolo e mezzo e per Puente Viesgo non portò ad alcun risultato, sicché la fine della signoria si ebbe solo nel 1779 con l'estinzione della dinastia dei Manrique in seguito alla morte del duca di Medina Sidonia e la conseguente restituzione dei territori alla Corona.
Nel 1812 Puente Viesgo fu già uno dei diversi municipi in cui si divise la Valle de Toranzo, ebbe il riconoscimento ufficiale nel 1835 come comune costituzionale formato dai cinque paesi che oggi sono le frazioni del municipio e prese il nome del suo capoluogo.
Nel XX secolo la creazione del piccolo poligono industriale di Vargas, il superamento della crisi dell'agricoltura e dell'allevamento del bestiame causata dall'ingresso della Spagna nella Comunità Europea, lo sviluppo del turismo soprattutto termale con l'apertura e l'ampliamento del Balneario modificarono sostanzialmente la sua economia da prevalentemente rurale a industriale e dei servizi.

## Monumenti e luoghi d'interesse

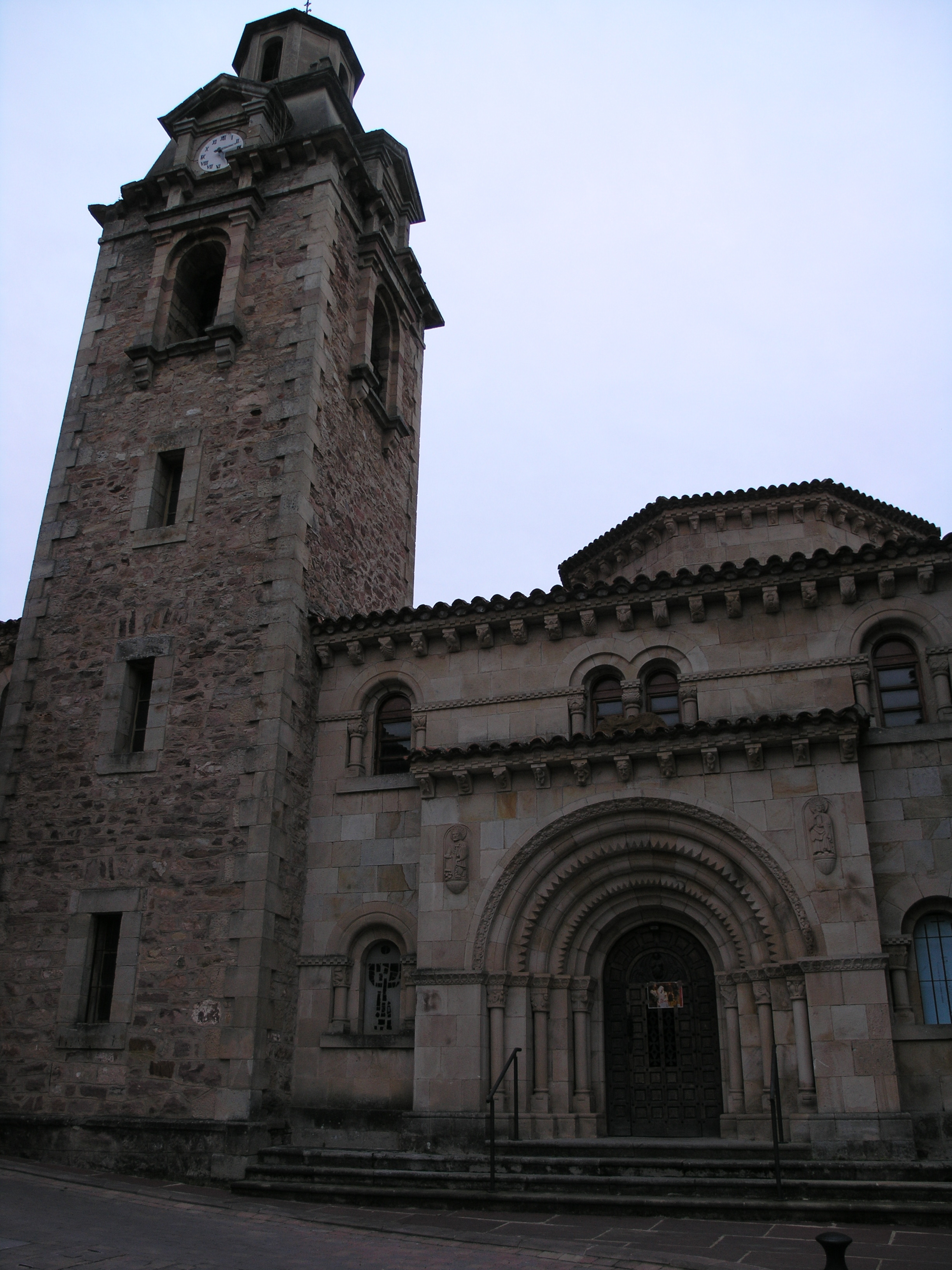
Chiesa di San Miguel

Puente Viesgo possiede un considerevole patrimonio archeologico rappresentato da un complesso di grotte (cuevas) d'interesse archeologico e speleologico con graffiti e pitture rupestri come la Cueva del Castillo con reperti del Paleolitico, la Cueva de las Monedas, la Cueva de la Pasiega, la Cueva de la Flecha e altre, come il Campo de las Cercas con i resti di un accampamento fortificato romano costruito durante la guerra dal 29 al 13 a.C. dichiarato BIC (sigla per "bien de interés cultural") e il Pico del Castillo con le rovine di una fortezza medioevale detta anche Castro de Monte castillo. Numeroso è il patrimonio di edifici religiosi come a Las Presillas la serie di Humilladeros di grande interesse etnografico, le chiese di San Nicolás in Las Precillas del IX secolo riformata nel XV, di San Vitores in Hijas del 1505, Santa Maria in Hijas di origine medioevale rifatta nel XVI secolo, San Roman del 1645 in Aés, San Miguel del XVII secolo in Puente Viesgo, il Santuario de la Virgen de Gracia del secolo XVI in Aés.
Fra gli edifici civili si possono ricordare il Palacio de la Higuera del XVIII secolo in Las Presillas, il alacio de los BOstillos y Cerallos' del XVIII secolo in Vargas, il Palacio del Marqués de Castañar del XVIII secolo in Vargas, la Casona de las Fuentes Pila del XX secolo in Puente Viesgo, la Casa de Rico del 1644 in Las Presillas.

## Feste
La Perola, festa molto rinomata che si svolge il 20 gennaio in Vargas, secondo la tradizione risale al Medio Evo e ricorda quando, incombendo ormai la peste, che aveva già raggiunto località dei dintorni, si presentò a Vargas un mendicante che fu ben accolto, ospitato e rifocillato. Il mendicante, grato, affermò che avrebbe pregato San Sebastiano di proteggere il paese da quel flagello e infatti avvenne il miracolo e Vargas fu risparmiata dalla peste. I cittadini riconoscenti per quanto era avvenuto fecero un voto a San Sebastiano di celebrare ogni anno in suo onore una festa in cui avrebbero dato da mangiare ad ogni mendicante che si fosse presentato. In questo giorno di festa, dopo la messa solenne e la processione con l'immagine del Santo, su iniziativa del comune viene confezionato un pasto poi distribuito ai mendicanti che si presentino o a chi lo desideri.
Altre feste sono la Virgen de Gracia il 23 marzo ad Aés, San Cristobal il 10 luglio a Las Presillas, La Magdalena il 22 luglio in Vargas, San Lorenzo il 10 agosto in Las Presillas, San Vitores il 26 agosto in Hijas, El Buen Suceso il 1º settembre in Hijas, Santa Barbara il 4 settembre in Puente Viesgo.
Nella seconda domenica di maggio si svolge a Puente Viesgo la manifestazione del Dia de las Vias Verdes in cui molti cicloturisti percorrono il tracciato di una ferrovia dismessa.